# Paraphaenodiscus ceroplastodesi
Paraphaenodiscus ceroplastodesi är en stekelart som först beskrevs av Jean Risbec 1951.  Paraphaenodiscus ceroplastodesi ingår i släktet Paraphaenodiscus och familjen sköldlussteklar. Inga underarter finns listade i Catalogue of Life.